# Osturniansky potok
Osturniansky potok este o arie protejată (arie specială de conservare — SAC, sit de importanță comunitară — SCI) din Slovacia întinsă pe o suprafață de 8,18 ha, integral pe uscat.

## Localizare
Centrul sitului Osturniansky potok este situat la coordonatele 49°20′26″N 20°16′52″E / 49.340556°N 20.281111°E.

## Înființare
Situl Osturniansky potok a fost declarat sit de importanță comunitară în octombrie 2011 pentru a proteja 4 specii de animale. Situl a fost protejat și ca arie specială de conservare în august 2011.

## Biodiversitate
Situată în ecoregiunea alpină, aria protejată conține 2 habitate naturale: Liziere de ierburi înalte hidrofile de câmpie și de nivel montan până la alpin, Râuri de munte și vegetația lor lemnoasă cu Salix elaeagnos.
La baza desemnării sitului se află mai multe specii protejate:
- amfibieni (1): izvoraș-cu-burta-galbenă (Bombina variegata)
- mamifere (2): castor (Castor fiber), vidră de râu (Lutra lutra)
- pești (1): zglăvoacă (Cottus gobio)

Pe lângă speciile protejate, pe teritoriul sitului au mai fost identificate 3 specii de amfibieni, 3 specii de mamifere, 1 specie de pești, 2 specii de reptile.